# Macchi L.I
Le Macchi L.1 est un hydravion monocoque biplan de la Première Guerre mondiale.